# حركة حقوق الآباء في أستراليا
بدأ ظهور جمعيات حقوق الآباء في أستراليا في السبعينيات مع تأسيس منظمات مثل «اتحاد الآباء الوحيدين». من الجمعيات الأخرى الشهيرة أيضًا «آباء من أجل المساواة»، و«آباء ضد التمييز»، و«آباء في أزمة»، و«آباء بدون حقوق»، و«أخوية الرجال»، و«مجلس الأبوة المشتركة». وكما هو الحال مع نشطاء حقوق الآباء الآخرين، تركز المنظمات الأسترالية المعنية بهذا الشأن على القضاء على الوحدة الأسرية، وحضانة الأطفال، وحق التواصل، ودعم الأطفال، والعنف الأسري (يشمل ذلك الادعاءات الكاذبة، والعنف ضد الرجال)، وسوء معاملة الأطفال، والإعالة المالية، وإعادة تعريف الذنب في إجراءات الطلاق، والنظم القضائية المتحيزة أو المعادية والمشكلات المتعلقة بالسرية. وقد نجحت هذه الجمعيات في استقطاب وسائل الإعلام، والتأثير على السياسيين والإصلاح القانوني. وفي عام 1980، أكد قرار جرونو ضد جرونو (27 مراجعة القانون الفيدرالي رقم 427 لعام 1980) على عدم صحة افتراض «أفضلية دور الأم». وفي يوم 22 مايو عام 2006، أقّرت أستراليا «تعديل قانون الأسرة (مسؤولية الأبوين المشتركة) لعام 2006»، والذي نصَّ على أن كلا الوالدين مسؤولان عن القرارات المتعلقة بأبنائهم استنادًا إلى مفهوم «مسؤولية الأبوين المشتركة والمتساوية». يفرض هذا القانون على المحاكم النظر بعين الاعتبار لقضاء الطفل فترات زمنية متساوية مع كلٍ من الأبوين في ظل ظروف معينة، لكنه لم ينص في الوقت نفسه على إلزام المحكمة بإصدار حكم بذلك. وفي حين عبَّرت جمعية «آباء في أزمة» عن كلٍ من تقديرها لذلك القانون باعتباره خطوة أولى على الطريق الصحيح، وتخوفها في الوقت نفسه من عدم أخذ العاملين في مجال قوانين الأسرة له على محمل الجد، صرَّح باري ويليامز - مؤسس «اتحاد الآباء الوحيدين» والرئيس القومي لها - قائلاً: «أعتقد أن هذه القوانين الجديدة ستكون الأفضل على الإطلاق خلال ثلاثين عامًا». رحبت «أخوية الرجال» كذلك بهذه التغييرات، لكنها عبَّرت عن إحباطها، وصرَّحت بأن القانون «لا يجبر المحكمة على معاملة الأبوين على قدم المساواة».”
وفي عام 2009، أعلنت رئيسة محكمة الأسرة، ديانا بريانت، اعتراضها على تعديلات 2006، وأوقفت العمل بالتغييرات المقترحة بعد فترة قصيرة من تبني المدعي العام، روبرت ماكليلاند، لها.
تبع ذلك ضغط ملحوظ من الجمعيات النسائية المرتبطة بالأحزاب الأخرى المهتمة بهذا الشأن، مشيرةً في ذلك إلى أن قوانين الرعاية المشتركة للأبناء قد شجع على سوء معاملة الأطفال. وظهرت هذه الادعاءات بالرغم من عدم وجود أية حوادث مسجلة لسوء معاملة الأطفال الذين يخضعون لرعاية مشتركة من الأبوين في أستراليا. هذا فضلًا عن أن الدراسة التي أجرتها الحكومة نفسها على 27000 من الآباء في التقييم الذي أجراه المعهد الأسترالي لدراسات الأسرة لإصلاحات قوانين الأسرة لعام 2006 قد توصلت إلى أن هذه الادعاءات خاطئة ولا أساس لها.
بالرغم من التأثير الإيجابي بوجه عام لهذه التغيرات، لقيت التعديلات التي اقترح النائب العام، روبرت ماكليلاند، في نوفمبر 2010 إجراءها على إصلاحات 2006، استنكارًا واسع النطاق باعتبارها محاولة تحايل للقضاء على قوانين الرعاية المشتركة للأبناء. وتضمنت هذه التعديلات إلغاء أي جزاءات تُفرَض على إقامة ادعاءات كاذبة في محكمة الأسرة، وإلغاء متطلب تيسير كلا الأبوين للتواصل، وتوسيع نطاق تعريف سوء معاملة الأطفال ليشمل السلوك غير المسيء. وأشارت المعارضة إلى أنها ستعارض هذه التغييرات في القانون.
لا تزال حركة دعم حقوق الآباء في إطار قوانين الأسرة في مهدها في أستراليا. وبالرغم من نشأة بعض جمعيات حقوق الآباء منذ سنوات، لم تحظ الحركة بالحماس، والمصداقية، ودعم الجماهير كقوة سياسية وإعلامية سوى في السنوات الأخيرة. ويمكن رؤية الدليل على ذلك في الاهتمام الإعلامي الذي حظيت به الحركة، وانتشار المجموعات والفروع الخاصة بها، وتنظيم المؤتمرات والبنية التحتية لها، وصور الدعم التي تحصل عليها من السياسيين، وتنظيم الأحزاب السياسية، وزيادة عدد المقترحات التي تقدمها بشأن إصلاحات القوانين وارتفاع مستوى تعقيد هذه المقترحات. ويمكن رؤية أدلة ضمنية أيضًا على ذلك في رد الفعل القوي لرئيسة محكمة الأسرة وإدراك الجماهير للدور المؤثر الذي لعبته جمعيات حقوق الآباء في عدد من الإصلاحات التي شهدتها قوانين الأسرة الأسترالية مؤخرًا.

## الفرضية القابلة للدحض لتساوي وقت الرعاية المشتركة للأبناء
من الأهداف الرئيسية لجمعيات حقوق الآباء الأسترالية دعم العدالة في ترتيبات رعاية الأطفال بعد الانفصال بين الوالدين. ويُشار إلى ذلك في المصطلحات القانونية بالفرضية القابلة للدحض لتساوي وقت الرعاية المشتركة للأبناء. وفي عام 2005، قدم السيناتور ستيف فيلدينج، العضو بالحزب السياسي «الأسرة أولاً»، تقريرًا معارضًا لمشروع تعديل قانون الأسرة (مسؤولية الأبوين المشتركة) عام 2005، واضعًا شروطًا لهذا المقترَح القانوني.

## الأحزاب السياسية
لقد نشأ العديد من الأحزاب السياسية القائمة على إصلاح قوانين الأسرة.
ومن بينها:-

### حزب إصلاح قوانين الأسرة
تم تسجيل حزب إصلاح قوانين الأسرة في 9 سبتمبر 1996، وأُلغي تسجيله في 4 أغسطس 1999.

### حزب إلغاء دعم الأطفال/محكمة الأسرة
كان الاسم الأصلي لهذا الحزب هو حزب إلغاء دعم الأطفال ومحكمة الأسرة. وتم تسجيله بهذا الاسم في 25 يوليو عام 1997، عندما سجلته للمرة الأولى اللجنة الانتخابية الأسترالية. أُعيدت تسميته بعد ذلك ليصير حزب إلغاء دعم الأطفال/محكمة الأسرة بدءًا من 2 أبريل عام 1998. وأُلغي تسجيله يوم 8 مايو عام 2001.
صار اسم الحزب بعد ذلك حزب إلغاء الضرائب على السلع والخدمات. وظل كذلك حتى يوم 27 ديسمبر عام 2006 الذي أُلغي فيه تسجيله.

### حزب إلغاء حضانة الأبناء (رعاية متساوية للأبناء)
تأسس حزب إلغاء حضانة الأبناء (رعاية متساوية للأبناء) في أستراليا عام 1998.
كان الاسم الأصلي للحزب هو حزب إلغاء حضانة الأبناء وفق ما سجلته اللجنة الانتخابية الأسترالية يوم 12 يناير عام 1999، وأُلغي هذا التسجيل يوم 27 ديسمبر عام 2006. وقد أُلغي تسجيل جميع الأحزاب السياسية الثانوية في ذلك التاريخ.
أُعيد تسجيل الحزب بعد ذلك تحت اسم حزب إلغاء حضانة الأبناء (رعاية مشتركة للأبناء) يوم 30 أغسطس عام 2007.
ويشير الموقع الإلكتروني للحزب أن السياسات الأساسية له تتمركز حول موضوع إصلاح دعم الأطفال وقانون الأسرة. صرح الحزب كذلك بأن هناك حاجة لإجراء تغييرات تشريعية للحفاظ على حقوق الطفل الطبيعية في علاقة هادفة مع كلا والديه، بالإضافة إلى الحاجة لإجراء تغييرات قانونية وإجرائية لضمان أن نظام دعم الأطفال عادل ومنصف ويهدف لتحقيق الهدف الأساسي للحزب، ألا وهو دعم الأطفال.
وحزب إلغاء حضانة الأبناء (رعاية متساوية للأبناء) مسجل الآن كحزب سياسي في اللجنة الانتخابية الأسترالية (AEC).